# X (Spock's Beard)
X is het tiende studioalbum van Spock's Beard. Het is qua titel de opvolger van V, hun vijfde. Na het verlies van Neal Morse als zanger en belangrijkste componist binnen de band, kreeg de groep opnieuw tegenslag te verwerken. Hun platenlabel InsideOut Music van destijds stond aan de rand van faillissement. De enige manier om een album op te nemen was om aan fans een geldelijke bijdragen te vragen, voordat ze wisten of ze voldoende fans hadden om die opnamen te kunnen bekostigen. Marillion, Strawbs, The Tangent en meerdere bands gingen hun voor.  Marillion, Strawbs en The Tangent vermeldden dan de namen van de donateurs in het boekwerk. SB ging verder, zij verwerkten een deel van de namen in het nummer Their names escape me (alleen op de faneditie).
Het album was in mei 2010 verkrijgbaar bij hun fansite als 'Ultra package' met speciaal boekwerkje met de namen. De “gewone” release vond plaats op 31 augustus 2010 met een andere trackvolgorde.
De aanloop tot het album werd ook in personele zin vertraagd. Het genre progressieve rock had het zwaar onder de crisis bij platenlabels. De leden moesten voor zichzelf zorgen bijvoorbeeld een dak boven hun hoofd en eten. De heren raakten daardoor verspreid in Californië. Ryo Okumoto verhuisde voor twee jaar naar Japan om daar te gaan werken. Pas in 2009 werd het contact hersteld en kwam het schrijven van/aan nieuwe songs van de grond. Het album is opgenomen in The Mouse House geluidsstudio in Altadena in Californië, aanvullende opnamen vonden plaats in de Clear Lake geluidsstudio en bij de leden thuis.

## Musici
- Nick D'Virgilio – slagwerk, zang, gitaar, percussie
- Alan Morse – gitaar, zang
- Ryo Okumoto – toetsinstrumenten
- Dave Meros – basgitaar, zang, toetsinstrumenten

Met medewerking van:
- John Boegehold – toetsinstrumenten (7)
- Jimmy Keegan – zang
- Danielle Ondarza – hoorn (3,7)
- Denis Jron – trombone, bastrombone (3,6,7)
- Eric Gorifain, Daphne Chen (viool), Lauren  Chipman (altviool) en  Richard Dood (cello) (3,7)

## Muziek
| Nr. | Titel                                           | onderverdeling                                                  | Duur  |
| --- | ----------------------------------------------- | --------------------------------------------------------------- | ----- |
| 1.  | Edge of the in-between (Meros, Boegehold)       |                                                                 | 10:32 |
| 2.  | Kamikaze (Okumoto)                              |                                                                 | 4:14  |
| 3.  | The emperor’s clothes (Alan Morse, Neil Morse)  |                                                                 | 6:02  |
| 4.  | From the darkness (d’Virgilio, Morse)           | 1.The darknes 2.Chance meeting On my own                        | 17:10 |
| 5.  | The quiet house (Meros, Boegehold)              |                                                                 | 9:15  |
| 6.  | The man behind the curtain (Morse, Stan Ausmus) |                                                                 | 7:46  |
| 7.  | Jaws of heaven (Meros, Boegehold)               | 1.Homesick for the ashes 2.Words of war 3.Deep in the wondering | 16:22 |